# Jesús García Corona
Jesús García Corona (Hermosillo, 13 de novembro de 1881 — Nacozari, 7 de novembro de 1907) foi um ferroviário mexicano que atuava como guarda-freio, ele morreu ao impedir que um comboio carregado com dinamites explodisse em Nacozari, Sonora, México, em 1907. Como "el héroe de Nacozari" ("o herói de Nacozari"), ele é reverenciado como um herói nacional do México, e muitas ruas, praças e escolas em todo o país levam seu nome.

## Vida pregressa
Jesús García Corona nasceu em Hermosillo, a capital de Sonora, no México, sendo um dos oito filhos de sua família. Aos 17 anos, conseguiu um emprego na Moctezuma Copper Company, uma empresa mineradora, mas devido à sua idade, foi colocado apenas para transportador de água da ferrovia. Mais tarde, na ferrovia, ele foi promovido a sinaleiro, depois a guarda-freio e, finalmente, a foguista.

## Morte
Jesús García era o guarda-freio da ferrovia que cobria a linha entre Nacozari, no México, e Douglas, nos Estados Unidos. Em 7 de novembro de 1907, o trem parou no pátio ferroviário da vila e, enquanto descansava, ele viu que um pouco de feno em cima de um vagão de dinamites estava em chamas. A causa do incêndio foi que a caixa de fumaça da locomotiva estava com defeitos e faíscas estavam saindo pela chaminé. O vento soprou as faíscas, que entrou nos vagões de dinamite e acendeu o feno. García então conduziu a composição para trás, a toda velocidade, seis quilômetros para fora de Nacozari. A dinamite explodiu, matando García e poupando as vidas da população daquela vila.

## Homenagens

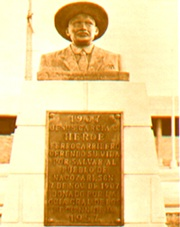
Monumento a Jesus García em Nacozari

Em sua homenagem, um monumento foi erguido e o nome da vila de Nacozari foi mudada para Nacozari de García. Ele foi declarado um Herói da Humanidade pela Cruz Vermelha estadunidense, muitos endereços no México levam o seu nome, e o estádio desportivo Estádio Héroe de Nacozari em Hermosillo, sua cidade natal, também leva seu nome. O sacrifício de García é lembrado no corrido "Máquina 501", cantado por Pancho "el Charro" Avitia, e os ferroviários mexicanos comemoram o dia 7 de novembro, a data de sua morte, como o "Día del Ferrocarrilero" (dia do ferroviário). Seu heroísmo também é recontado na canção "Jesus Garcia", cantada pelo cantor da Universidade Estadual do Arizona, Dolan Ellis, que queria que o mundo conhecesse a história do "Casey Jones mexicano" que salvou uma vila. García foi condecorado, postumamente, com a Cruz de Honra estadunidense.